# Джонек (Сьремський повіт)
Джонек (пол. Drzonek, нім. Dronkau) — село в Польщі, у гміні Дольськ Сьремського повіту Великопольського воєводства.
Населення — 295 осіб (2011).
У 1975-1998 роках село належало до Познанського воєводства.

## Демографія
Демографічна структура станом на 31 березня 2011 року:
|          | Загалом | Допрацездатний вік | Працездатний вік | Постпрацездатний вік |
| -------- | ------- | ------------------ | ---------------- | -------------------- |
| Чоловіки | 151     | 26                 | 111              | 14                   |
| Жінки    | 144     | 27                 | 86               | 31                   |
| Разом    | 295     | 53                 | 197              | 45                   |